# Lakástextil Vállalat
A Lakástextil Vállalat (közismertté vált rövidített nevén: LATEX) 1963-ban alakult öt nagy múltú lakástextíliát gyártó dunántúli vállalat összevonásával. Ezek a következők voltak:
- Kőszegi Posztó- és Nemezgyár (alapítva: 1897),
- Kőszegi Bútorszövetgyár (alapítva: 1928),
- Soproni Szőnyeggyár (alapítva: 1910. Ez a gyár 1971-ben kivált a Lakástextil Vállalat kötelékéből és önállósult),
- Szombathelyi Takarógyár (alapítva: 1923),
- Tatai Szőnyeggyár (alapítva: 1923).

A felsorolt gyárak mellett 1978-ban az 1899-ben alapított Szombathelyi Pamutipar is csatlakozott a Lakástextil Vállalathoz.
Az összevont vállalat központját helyileg a Szombathelyi Takarógyárban alakították ki, ez lett a vállalat „törzsgyára”.
1963. évi megalapítása és 1990. évi tönkremenetele között a Lakástextil Vállalat a piaci igényekhez igazodva, korszerű termékeivel nagymértékben hozzájárult a hazai lakáskultúra fejlesztéséhez.

## A Lakástextil Vállalatot alkotó gyárak története

### Kőszegi Posztó- és Nemezgyár
A Kőszegi Posztó- és Nemezgyárat 1923-ban Első Magyar Nemez- és Kalaptompgyár néven alapította egy prágai testvérpár, Eisner Kamill és Frigyes, az egykori kőszegi posztós céh üzemének helyén. A gyártáshoz és a kallózógépek működtetéséhez szükséges vizet a telep melletti Gyöngyös patak biztosította. 1903-ban bővítették a gyárat, 1905-ben pedig vízierővel működtetett villamos erőművet létesítettek. 1908-ban, 1914-ben és 1916-ban további bővítéseket hajtottak végre. 1917-ben megvették a csődbe jutott kőszegi csipke- és hímzőgyárat és annak telkén létrehozták az Első Magyar Nemez-, Posztó- és Fezgyár Rt.-t. Ettől kezdve a cég két, a város két különböző részén működő gyárból állt: a Posztógyárból és a Nemezgyárból.
A Nemezgyárban nyereg- és szőnyegnemezeket, kalaptompokat és török és arab országok érdeklődésére válaszul fezeket (bojtos török sapkákat) gyártottak. Az 1920-as években egyre jobban fellendült a műszaki nemezek, csiszolókorongok, ruhaipari nemezek, biliárdposztók gyártása is. Az 1928–1932 közötti válságos években csökkent a Nemezgyár termelése. 1940-től a második világháború végéig a gyár katonai felügyelet alatt működött, mert egyre nagyobb volt a műszaki és katonai célú nemezek iránti igény. A háború alatt a gyár nem szenvedett nagyobb károkat és egy ideig szovjet katonai parancsnokság alatt működött.
A Posztógyár eredetileg katonák, postások, vasutasok egyenruháihoz, valamint más köztisztviselők öltözékeihez szükséges szöveteket gyártott. A szövetek gyártását a Nemezgyárban létesített festöde-kikészítő üzemben fejezték be. Ugyanott működött a lazaanyag- és fonalfestöde is. A gyárat 1927-ben egy a MÁV által támasztott minőségi kifogás következtében beállott csődhelyzet miatt kellett bezárni. Fonó- és szövőgépeit a Nemezgyár vette át és ott bevezették a svájcisapka gyártását is. Az 1932–1939 közötti években azonban a kereslet újra fellendült, mert katonaság számára szükség volt ruházati posztóra, takarókra, és a lakosság körében is egyre népszerűbbé vált a lóden kabátanyag, de gyártottak könnyebb női, valamint velúr kabátszöveteket is. A háború alatt ez az üzem sem szenvedett el nagy károkat, ezért 1945-ben – ha csökkent termeléssel is – fokozatosan újra elkezdődött itt is a munka: lódenszöveteket és vállkendőket („berliner kendőket”) gyártottak.
1949-ben megtörtént mindkét gyár államosítása és a két gyár mint Kőszegi Nemez- és Posztógyár Nemzeti Vállalat működött tovább 1957-ig, amikoris Kőszegi Posztó- és Nemezgyár Nemzeti Vállalattá nevezték át, mert addigra a posztógyár termelése vált hangsúlyosabbá. Az 1960-as évektől jelentős profilváltozás következett be: a felgyorsult lakásépítési program folytán megemelkedett a bútorszövetek, függönyök és más lakástextíliák iránti igény és ennek következtében új technológia is megjelent a gyárban: a Malimo típusú varrvahurkolt kelmék gyártása. 1963-ban a vállalatot a szombathelyi központú Lakástextil Vállalathoz csatolták. Az 1980-as években nagy mennyiségű gépkocsi-üléshuzatot is készítettek. A következő években aztán sajnos folyamatosan csökkent a termelés, majd végül be kellett zárni a gyárat. Bár az épület toronyépületét a város műemlékké akarta nyilvánítani, azt egy vállalkozó ezt megelőzve 2008-ban engedély nélkül lebontotta. Az ügyből nagy botrány kerekedett és végül – több éves pereskedés után – az elkövetőket el is ítélték. Az épület helyén ma élelmiszer-áruház és mellette a Kőszeg textilipari emlékeit és a volt Lakástextil Vállalatot bemutató Emlékhely működik.
A Nemezgyárat 2003-ban két magánszemély vásárolta meg és ott – jelentős részben az eredeti géppark megtartásával és a hagyományos alapokon nyugvó, de korszerű technológia folytatásával – Multifelt Factory néven továbbra is ipari és dekorációs gyapjúfilc-gyártmányok készülnek.

### Kőszegi Bútorszövetgyár
A gyárat 1928-ban egy 1880-ban épült kőszegi gőzmalom épületében Czeke József és Hohemberg Rudolf alapította egy leszerelt osztrák gyár szövő- és egyéb gépeivel. Kezdetben ágy- és asztalterítőket készítettek, 1929-ben bevezették a bútorszövetgyártást is. 1935-ben épült fel a gyárhoz tartozó fonalfestöde. 1936-ban további fejlesztéseket hajtottak végre, egyebek között szőnyegszövőgépet is vásároltak és nem csak magyar piacra dolgoztak, hanem Angliába, Argentínába, Jordániába, Dél-Afrikába is eljutottak a termékeik. 1939-ben az eredeti betéti társaság Czeke és Hohemberg Ágyterítő- és Bútorszövetgyár Rt. néven folytatta tevékenységét. 1941–1942-ben hadiüzemként dolgoztak. 1945-ben a gyár tulajdonosai elhagyták az országot, a gyár a szovjet hadsereg parancsnoksága alá került, majd az 1948-as államosításkor Kőszegi Ágyterítő- és Bútorszövetgyár Nemzeti Vállalat néven folytatta tevékenységét. 1954 és 1958 között a Kőszegi Posztó- és Nemezgyár, valamint a Kőszegi Ágyterítő- és Bútorszövetgyár egyesüléséből létrejött Kőszegi Textilművek gyáraként működött, majd 1958-től ismét önálló vállalat lett. 1963. január 1-jén megalakult a Lakástextil Vállalat és az Ágyterítő- és Bútorszövetgyárat is – Kőszegi Bútorszövetgyár néven – ehhez csatolták. A gyár 1995-ben német tulajdonba került, ASTE Hungária Bútorszövetgyár Rt. néven folytatta működését, majd 2000-ben három magyar magánszemély vásárolta meg és ASTE Hungária Lakástextilgyártó Kft. néven üzemeltette. A cég a kereslet csökkenése miatt tönkrement, felszámolták és beolvadt a MERITUM Kft.-be, amely az ASTE márkanevet megtartva bútorszövetek és lakástextíliák gyártásával és kereskedelmével foglalkozik.

### Soproni Szőnyeggyár
A gyárat 1910-ben alapították. Fő profilja a gobelin, jacquard-bútorszövet, a keleti mintázatú kettős velúr és az axminster technológiájú mintás velúr szőnyeg volt, később rátértek sima és mintás tűzött szőnyegpadlók gyártására is. A gyárat 1963-ban a LATEX-hez csatolták, de 1971-ben kivált és újból önálló vállalatként folytatta tevékenységét. Fénykorában, az 1970-es években, 1200–1300 embernek adott munkát. Ekkor elsősorban tűzött padlószőnyegeket gyártottak. Ebben a gyárban készültek a legpatinásabb magyar középületek szőnyegei. A Parlamentben, az Operaházban, a Vígszínházban, a Honvédelmi Minisztériumban, a Gundel Étteremben, a MÁV Igazgatóságon, a Szabó Ervin Könyvtárban, a MALÉV repülőgépein mindenütt a Soproni Szőnyeggyár termékeit alkalmazták. A kilencvenes évek elejére lecsillapodott a nagy lakásépítési láz, abbamaradt a lakótelepek építése, jelentősen csökkent a tűzött padlószőnyegek iránti igény. A termelés már az 1990-es évek elején jelentősen visszaesett, 1995-re pedig kritikus pénzügyi helyzetbe kerültek és csődöt jelentettek. A gyárat akkor megvásárolta a Graboplast, de a céget nekik sem sikerült talpra állítaniuk, elsősorban a távol-keleti konkurencia miatt, ezért 2004-ben eladták. 1996-ban a cég beolvadt a DEF 2004 Szolgáltató és Vagyonkezelő Kft.-be és Sotex Soproni Szőnyeggyártó Kft. néven folytatta tevékenységét, megpróbálkoztak a termékszerkezet módosításával, az ingatlanok bérbe adásával, létszámcsökkentéssel, de egyértelművé vált, hogy a felszámolást nem lehet elkerülni. A gyár 2008-ban végleg bezárt.

### Szombathelyi Takarógyár
A gyárat Alexander Putsch burgenlandi gyáros alapította 1923-ban Szombathelyen, Szőnyeg és Takarógyár Betéti Társaság néven. A gyár dinamikusan fejlődött 1938–1939-ig. A második világháború alatt hadiüzem volt. Az államosítás dátuma: 1947. július 2. Ekkor a gyár neve Takarógyár Nemzeti Vállalat lett. A vállalat modern gépcserékkel fejlődésnek indult, majd 1963-ban a Lakástextil Vállalat gyáregysége lett és a továbbiakban a Lakástextil Vállalat törzsgyára néven lett ismert, ugyanis ez a gyár lett a központja az összevont vállalatnak. Nagymértékű fejlesztéssel, új technológiák bevezetésével a törzsgyár a Lakástextil Vállalat legnagyobb gyáregysége lett (új fonoda, szövőgépek, tűző- és kötőüzem, szőnyeggyártó részleg stb.). Az 1990-es évek privatizációs folyamata során – minimálisra csökkentett termelés mellett – 2000. január 1-jétől LATEX Zrt. néven még működött a gyár a 2011. évi felszámolásáig.

### Tatai Szőnyeggyár
1875-ben alapította Tatatóvárosban Pollák Sándor és fiai, Pollák Arthur és Pollák Hugó a Pokróc-, Tarisznya- és Szőnyeggyárat. A következő évtizedekben a gyár szépen fejlődött, a kezdetben földszintes épületet folyamatosan bővítették, emeleteket húztak fel rá és a géppark is rendre gazdagodott fonalgyártó, szőnyegszövő és kikészítő gépekkel. A második világháború alatt a gyárat bombatalálat érte, súlyos károkat okozva. Az újjáépítés után, 1949–1967 között fejlődés folytatódott, új szövőüzemet és fonalraktárat építettek. A gyár 1963-ban csatlakozott a Lakástextil Vállalathoz. A LATEX ideje alatt megduplázódott a termelés és megháromszorozódott a termelési érték. Több üzemrész építésére is sor került (három új szövőterem és kikészítő üzem). 1971-ben a legmodernebb, ún. kettős ragadókaros szőnyegszövőgépeket helyeztek üzembe: például egy 4 méter széles gépet is, amelyen akár 32 m²-es darabszőnyeg készülhetett. A tatai gyáregység volt a LATEX legnagyobb exportra termelő gyáregysége. A gyártáshoz szükséges fonalat a LATEX kőszegi, szombathelyi és jáki üzemeitől kapta. Végül az 1990-es években a LATEX szétesésével együtt a tatai gyár sem kerülhette el rossz sorsát – a gyár teljesen megszűnt.

### Szombathelyi Pamutipar
Az 1899-ben Doctor Ede és Móric bécsi és csehországi gyárosok által alapított Magyar Pamutipar Szombathely elnevezésű gyár később Szombathelyi Magyar Pamutipar Rt. néven üzemelt. 1942-ben hadiüzemnek nyilvánították. A második világháborúban a gyárat bombatalálat érte és majdnem teljes egészében megsemmisült. Romeltakarítás után újjáépítés, majd 1948-ban az államosítás következett. 1950-től a gyár neve Szombathelyi Pamutipar lett. A gyár 1978-ban csatlakozott a Lakástextil Vállalathoz és a pamutszövet-gyártás megtartása mellett kötött plüss bútorszövet-gyártás is megjelent a termelési programban. Az 1990-es években lefolyt privatizációt követően az új tulajdonos Savatex Fonó-Szövő Kft. néven üzemeltette a gyárat, de az 2001-ben felszámolás alá került.

## A Lakástextil Vállalat
A korabeli iparvezetés célja a Lakástextil Vállalat létrehozásával az volt, hogy gazdaságosan, nagyüzemi módszerekkel biztosítsák az alapítás idején megindult nagyarányú, „egymillió lakásépítési program” lakástextíliákkal való ellátásnak hátterét. (1960-ban elindult a 15 éves lakásfejlesztési program, amely összesen egymillió lakás építését irányozta elő. A házgyári lakások építése például több millió négyzetméter padlószőnyeg készítését igényelte.) Ennek érdekében a tagvállalatoknál profiltisztítást, szakosítást hajtottak végre. A bútoripar számára a Kőszegi Bútorszövetgyár, a Kőszegi Posztógyár, majd az 1978-ban a LATEX-hez csatlakozott Szombathelyi Fonó- és Szövőgyár biztosította a bútorszövet-ellátást. Emellett a bútorszövetet a járműipar is igényelte. A szőnyegek, szőnyegpadlók iránti keresletet a Soproni Szőnyeggyár és a Tatai Szőnyeggyár termékei elégítették ki. A Kőszegi Posztó- és Nemezgyárban készült valódi és tűzött nemezáruk jelentős részét – a műszaki és ruházati nemezáruk mellett – a bútoripar használta fel. A Szombathelyi Takarógyárban a szövött és kötött műszőrme-takarók mellett velúrszőnyegek, csomózott szőnyegek készültek, és minthogy ez volt egyúttal a nagyvállalat központja is, itt építették fel a központi irodaházat és az árubemutató termet.
1970 és 1975 között a LATEX három fejlesztési programot, jelentős technikai-technológiai korszerűsítést hajtott végre, aminek eredményeként nemcsak a termékek mennyisége növekedett, hanem jelentős termékszerkezet-váltás is bekövetkezett. A Szombathelyi Pamutipari Vállalat – korábbi nevén: Szombathelyi Fonó- és Szövőgyár – csatlakozásával a LATEX fésüsfonodai kapacitása évi 1100 tonnával bővült, ami szintén a szőnyeggyártást szolgálta.
Amellett, hogy a Lakástextil Vállalat termékeit elsősorban a hazai piacra gyártották, igen jelentős exporttevékenységet is folytattak. Takarókat Irakba, Szudánba, velúrszőnyegeket Irakba, Dubajba, Egyiptomba, Szíriába, Kuvaitba, kézicsomózott szőnyegeket Belgiumba, bútorszövetet Jugoszláviába, Svédországba, Finnországba exportáltak.
Az 1989–1990-ben végbement politikai és gazdasági rendszerváltást követően a piaci helyzet nagymértékű megváltozása következtében a magyar textilipar sajnos lehanyatlott és ez a sors a Lakástextil Vállalatot is elérte. A gyárak tönkrementek, felszámolásuk elkerülhetetlen volt és bár a törzsgyár a privatizáció során még részlegesen üzemelt, de 2011-ben ez is felszámolásra került – 2012-ben még az épületeit is lebontották.